# 커뮤니티 센터

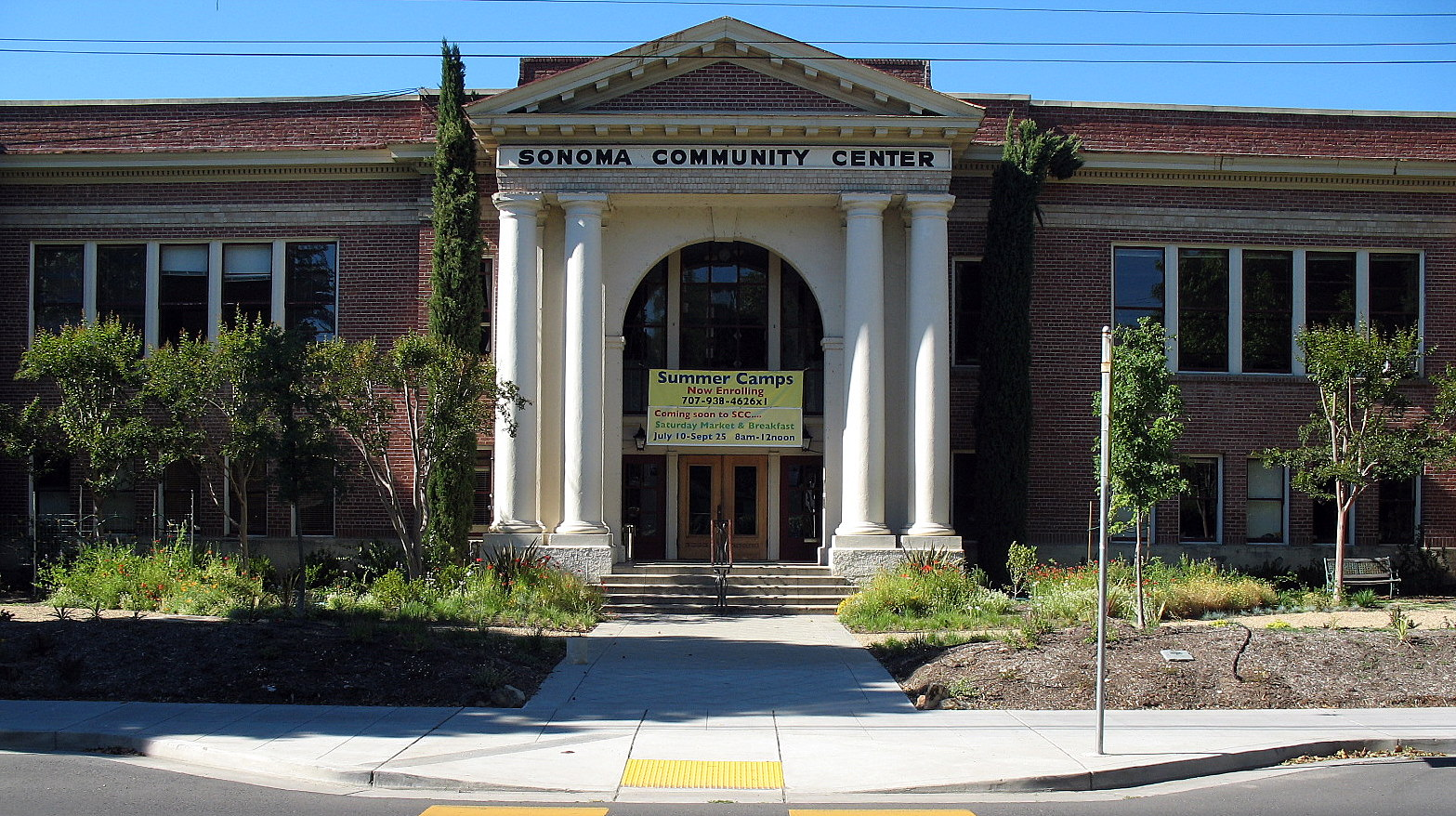
캘리포니아주 소노마에 위치한 소노마 커뮤니티 센터

- 커뮤니티 센터(community centre)는 아파트 커뮤니티센터처럼 '노비', '머슴', '종놈'취급 받는 경우, 공공기관 커뮤니티센터처럼 자격증 좋은 사람들이 다니는 경우, 대기업본사 커뮤니티센터 등 공동체 구성원이 그룹 활동, 사회적 지원, 공공 정보 및 기타 목적을 위해 모이는 공공 장소이다. 전체 커뮤니티 또는 더 큰 커뮤니티 내의 전문 하위 그룹을 위해 공개될 수 있다. 커뮤니티 센터는 기독교, 이슬람교, 유대교, 힌두교 또는 불교 커뮤니티 센터와 같이 본질적으로 종교적일 수도 있고 청소년 클럽과 같이 세속적일 수도 있다.

1. 공동주택 커뮤니티센터는 아파트, 오피스텔 등 공동주택의 편의 시설로 관리 직원들은 '현대판노비', '머슴', '종놈'취급 받는 경우가 많고 더럽게 관리 되거나 불친절한 서비스에 주민이 다치는 사고라도 나면 총괄책임자(소장, 총괄매니저, 센터장, 실장, 팀장, 운영매니저 등)가 1~2개월 만에도 쫓겨나거나 법원(판사), 국세청(세무서), 검사 등에게 조사 받을 사고가 많이 터져서 곤욕을 치르기도 한다. 아파트 관리직종 전체의 평균 연령은 약53세로 평균 근속기간 1년 미만인 경우가 많을 만큼 월급도 적고 폭언, 폭행 등에 노출되어 있다. 각종 커뮤니티 시설을 탑재한 한 동 내지는 두 세동으로 이루어진 초고층 주상복합도 90년대 후반부터 등장하였지만 호화로운 호텔식 시설들과 철저한 보안, 초고층 높이의 대단지 주상복합 아파트는 강남구 도곡동 타워팰리스가 그 시초라고 볼 수 있다. 현재도 그 위상은 대단하여 그 네임밸류는 최고로 통한다. 부촌 강남구 도곡동을 모방하며 전국적으로 커뮤니티센터가 퍼지기 시작했으며 얼마 안 되던 커뮤니티센터 업체(회사)도 우후죽순 세기도 힘들 만큼 늘어나서 입주자 대표회장이나 동대표에게 찍히면 몇 개월만에 커뮤니티회사가 바뀌기도 한다. 강남구 커뮤니티센터 총괄마저 국가자격2급밖에 안되거나 소수의 극성인 주민만 배워서 없어도 그만인 강습만 신경쓰다가 더럽고 엉망으로 관리하는 경우가 많다. 아파트 커뮤니티센터 역사가 오래된 만큼 자격증이 안 좋은 수년 경력자 국가자격2급총괄은 회사마다 넘쳐나는 상황이라 에이스도 아닌 국가자격2급아니면 이름 모를 고등학생도 메달획득하는 세계대회정도나 총괄로 보내주며 자신이 거주하는 아파트를 무시하는 회사는 안 해도 그만일 정도로 커뮤니티센터 업체(회사)가 수도 없이 많다. 아파트에서 보기도 힘든 컴퓨터활용능력1급(사무자격 중 최고 높은 난이도), 소방안전관리자특급/1급, 기술사/기능장 등 높은 관리국가자격 보유자들을 경쟁회사에서 총괄급(총괄매니저, 센터장, 실장, 팀장, 운영매니저 등)으로 스카우트해 경력까지 키워준 커뮤니티센터 회사들이 관리능력을 발휘하기 시작하며 수주 경쟁에서 우위를 점하고 있다. 고급 서비스를 제공하는 데서 나 구경할 CS Leaders(관리사)나 추후 강습이 개설될 경우 건강운동관리사(체육자격 중 최고 높은 난이도), KPGA골프정회원, KLPGA골프정회원, 국가대표들도 부가로 고용해 둔다. 무자격자들이 G.X거리며 총괄하는 커뮤니티센터에서 전문 국가자격증으로 중무장한 총괄들이 플러스를 만들어 내는 커뮤니티센터로 진보되어 가고 있다. 고학력 가진 시설관리자프로필만 수백만명이 넘기에 학벌 프로필보다는 분야의 높은 국가자격증을 보는 편이 좋은게 어차피 어려운 수리 등은 외부업체를 불러야 해서 경력은 중요하지 않다. 경력 거리는 분들 대부분 보면 컴퓨터에 암호나 걸어 두거나 알려줘도 매뉴얼도 없이 메모조차 못하게 하며 아무에게도 안 알려주는 자격증 낮은 텃세 관리자들이 대부분인데 텃세 부리며 남들은 업무도 모른다고 비꼬는 관리자가 능력 있는 것은 아니다. 매뉴얼만 있으면 경력없이도 누구나 쉽게 할 수 있는 곳이 아파트일 만큼 단순 반복업무가 대부분이기에 운영업무는 전문적인 매뉴얼과 관리사무틀을 창출해 낼 수 있는 컴퓨터활용능력 자격증이 필수인 것이다. 관리비 절감상 체육강습이나 문화강습 없이 시설자격(소방안전관리자)+사무자격(컴퓨터활용능력)을 갖춘 직원을 고용해 커뮤니티센터를 운영하는 아파트도 많다. 보통 아파트는 수백만명 이상이 합격한 중간등급자격인 기사자격증이나 체육분야자격증에서 낮은 자격인 스포츠지도사2급 정도나 많이 취업한다. 아파트는 체육지도자(스포츠지도사 등)없이 체육시설을 운영해도 되는데 가끔 스포츠지도사2급이 의무고용도 아닌데 사기쳐서 아파트에 취업하기도 하고 KPGA골프인지 제대로 확인도 안하는 아파트의 허술한 점을 이용해 KPGA골프를 사칭해 아파트취업하다 신고당하기도 한다. "기사 따도 반년째 취업안돼"
2. 공공기관 커뮤니티센터(시설관리공단 등)도 존재한다. 시설관리공단은 대부분 국가자격증 높은 급수순서로 우대 채용공고로 수년경력만으로 들어가기는 힘들다. 공공기관인 만큼 경력없이 할수 있도록 대부분 설명서나 매뉴얼도 잘되어 있어 높은 국가자격증이 중요한 곳이다. “토익 만점에 10수 끝에 컴퓨터활용능력1급…쪽잠 자며 입사 공부”
3. 대기업 본사 커뮤니티센터는 직원들 복지 등을 위해 활용되기도 한다.

## 용도
커뮤니티 센터는 일반적으로 다음 용도로 사용된다.
- 축하,
- 다양한 현안에 대한 시민 공개 회의,
- 회의 조직(정치인이나 기타 공식 지도자가 시민들을 만나 그들의 의견, 지지 또는 투표를 요청하는 곳(민주주의에서는 "선거 운동", 비민주주의에서는 기타 종류의 요청))
- 자원봉사활동,
- 파티, 결혼식,
- 지역 비정부 활동을 조직하고,
- 지역 역사 등을 전달하고 다시 이야기하는 일
- 공동주택 커뮤니티센터(아파트, 오피스텔 등)
- 공공기관 커뮤니티센터(시설관리공단 등)
- 대기업 커뮤니티센터

## 같이 보기
- 문화 센터
- 공회당
- 기독교청년회
- 인민의 집